# Maurice Benayoun
Maurice Benayoun (Mascara (Algèria), 29 de març, al 1957), àlies Moben, és un vídeoartista i teòric francès, pioner i figura clau de la creació digital.

## Biografia
Vivint i treballant a París i Hong Kong, és professor de Creació Digital. Va ser el cofundador el 1987 de l'empresa "ZA Production", especialitzada en els nous mitjans de comunicació. També és cofundador i director artístic del CITU (Création Interactive Transdisciplinaire Universitaire), i cofundador de Moben Fact, empresa cultural de recerca i innovació que desenvolupa, dona suport i promou el treball i la investigació del seu fundador, Benayoun.
La tesi doctoral de Bennayoun a la Sorbona, Artistic Intentions at Work, Hypothesis for Committing Art, es va publicar el 2011.
Entre 1990 i 1993, Benayoun va col·laborar amb els novel·listes gràfics belgues François Schuiten i Benoît Peeters a Quarxs, la primera sèrie d'animació feta amb gràfics per ordinador en alta definició, explorant criatures variants amb lleis físiques alternatives.
Per a la seva primera exposició individual, Benayoun va presentar una instal·lació de realitat virtual que uneix dos museus d'art: el Centre Pompidou de París i el Musée d'art contemporain de Montréal. Benayoun va idear i dirigir l'exposició Cosmopolis, Overwriting the City (2005), una instal·lació immersiva d'art i ciència presentada durant l'Any Francès a la Xina a Xangai, Pequín, Chengdu i Chongqing. Aquesta va ser la primera experiència de Maurice Benayoun a la Xina, i la recepció per part del públic va tenir un paper important en el posterior trasllat de Benayoun a Àsia.